# Горенє (Шмартно-об-Пакі)
Горенє (словен. Gorenje) — поселення в общині Шмартно-об-Пакі, Савинський регіон, Словенія. Висота над рівнем моря: 325,9 м.